# LasG
 Der er for få eller ingen kildehenvisninger i denne artikel, hvilket er et problem. Du kan hjælpe ved at angive troværdige kilder til de påstande, som fremføres i artiklen.

LasG (født Lasse Bilgrau Giversen) er en tidligere dansk rapper. LasG medvirkede på Niarn's album 'Antihelt', på nummeret "Blok 13".
Senere blev LasG og Niarn uenige om deres samarbejde og Lasse udgik af rapgruppen Blok13. Dette affødte flere numre omhandlende denne tvist: "Derfor" på 9kiloklik EP'en, "Skuespil" på Lasses solo EP, samt "Hva' har du", som udkom som bonusnummer på samme EP.
LasG's debutalbum udkom d. 10. maj 2010, på online mediet Bandcamp og blev af det daværende førende danske rap medie, Danskrap.dk, modtaget med 5/6 stjerner.
LasG er også en del af rapgruppen 9KiloKlik sammen med Mike D' Angelo og Zjakalen. De har sammen udgivet en EP.

## Diskografi
- LasG - Album/Demo/Whatever...